# Marcetella
Marcetella es un género con dos especies de plantas perteneciente a la familia de las rosáceas.

## Especies
- Marcetella maderensis
- Marcetella moquiniana